# Аршамбо IV (граф Перигора)
Аршамбо IV (фр. Archambaud IV; ок. 1300 — 1336) — граф Перигора с 1311 года. Старший сын Эли VII и Брунисенды де Фуа.
Родился не ранее 1300 и не позднее 8 августа 1302 года. После вступления на графский престол до совершеннолетия находился под опекой матери.
В 1313 году (26 ноября) женился на Жанне, дочери Рено, сеньора де Понс и де Бержерак, которая по возрасту приблизительно была его ровесницей.
В 1334 году умер её бездетный брат Эли Рудель, сеньор Бержерака. Аршамбо IV от имени жены предъявил права на наследство и занял Бержерак. Вдова умершего сеньора, Мата д’Альбре, виконтесса де Тарта, начала судебную тяжбу, призвав в союзники английского короля. Несмотря на завещание, составленное в пользу Жанны де Пон ещё в 1318 году, дело оказалось запутанным из-за наличия дарственной на имя Маты д’Альбре.
В разгар тяжбы Аршамбо IV умер (в 1336 году), вскоре после жены. Детей у него не было. Ему наследовал брат — Роже Бернар I. Он уступил Бержерак Филиппу Валуа, получив взамен шателении Монтиньяк и Бурдей.